# Monarquia composta
Una monarquia composta és un tipus de monarquia (en el sentit de forma d'Estat) que es caracteritza per haver estat formada de resultes de l'agregació de diverses unitats polítiques per via d'unió dinàstica o hereditària dels seus sobirans, i de manera menys freqüent, per conquesta militar. La monarquia resultant esdevé un conglomerat polític superior que governa sobre una heterogeneïtat d'estats membres units en la figura del sobirà i que comparteixen la política exterior.